# Roman Bürgi

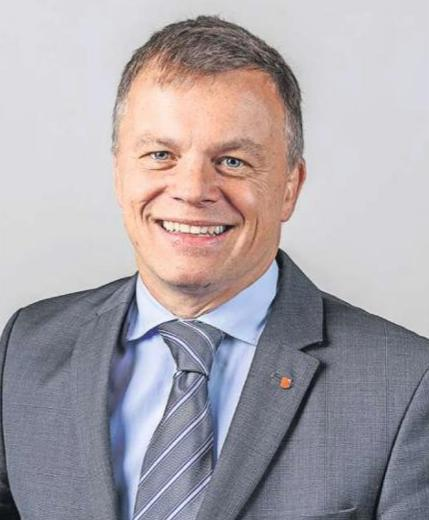
Roman Bürgi

Roman Bürgi (* 10. Januar 1969; heimatberechtigt in Arth) ist ein Schweizer Politiker (SVP) und Unternehmer. Seit 2023 ist er Nationalrat.

## Leben
Roman Bürgi wurde 1969 geboren. Sein Vater war Mitglied der FDP. Er leitet zusammen mit seinem Bruder ein Familienunternehmen (25 Mitarbeiter 2021), welches Küchen für die Gastronomie verkauft. Das Unternehmen Bürgi Grill wurde 1975 in Goldau gegründet.
Er ist vierfacher Schweizermeister im griechisch-römischen Ringen.
Bürgi ist verheiratet und hat eine erwachsene Tochter. Er wohnt in Goldau.

## Politik
Seit 2012 ist Bürgi Kantonsrat des Kantons Schwyz. Er präsidiert die SVP Schwyz seit 2021. Zuvor war er ein Jahr lang Präsident ad interim.
In den Wahlen 2023 wurde Bürgi in den Nationalrat gewählt.